# Гранд Мареј (Минесота)
Гранд Мареј (енгл. Grand Marais) град је у америчкој савезној држави Минесота.

## Демографија
По попису из 2010. године број становника је 1.351, што је 2 (-0,1%) становника мање него 2000. године.
| Група             | 2000.         | 2010.         |
| Белци             | 1.282 (94,8%) | 1.251 (92,6%) |
| Афроамериканци    | 0 (0,0%)      | 6 (0,4%)      |
| Азијати           | 2 (0,1%)      | 7 (0,5%)      |
| Хиспаноамериканци | 10 (0,7%)     | 22 (1,6%)     |
| Укупно            | 1.353         | 1.351         |